# Estação Praça Onze
Praça Onze é uma estação de metrô do Rio de Janeiro. Localizada no bairro da Cidade Nova, foi inaugurada em 1979, junto com o início das operações do Metrô do Rio de Janeiro. Ela recebe diariamente cerca de 13 mil passageiros. No carnaval ela serve de acesso ao Sambódromo, local onde há o desfile das escolas de samba do Rio de Janeiro. Possui um acesso pela rua Laura de Araújo e oferece a facilidade de estacionamento abundante, para quem prefere deixar ali o carro e seguir seu trajeto pelo Metrô. Além disso, fica próximo a um campus da UniverCidade e do Centro de Manutenções do próprio Metrô.
Possui dois acessos: 
- Acesso A - Júlio do Carmo
- Acesso B - Marquês de Sapucaí

## Tabelas
| Sigla | Estação    | Inauguração | Capacidade                   | Integração | Plataformas | Posição     | Notas |
| ----- | ---------- | ----------- | ---------------------------- | ---------- | ----------- | ----------- | ----- |
| POZ   | Praça Onze | 1979        | 13 mil passageiros hora/pico |            | Laterais    | Subterrânea |       |